# Calilena nita
Calilena nita là một loài nhện trong họ Agelenidae.
Loài này thuộc chi Calilena. Calilena nita được Ralph Vary Chamberlin & Wilton Ivie miêu tả năm 1941.